# Caffè solubile
Il caffè solubile, chiamato anche caffè istantaneo, caffè in polvere o polvere di caffè ed impropriamente caffè liofilizzato (a discapito del metodo di produzione), è un composto ricavato dai chicchi di caffè. Dal caffè solubile viene ricavata una bevanda ottenuta mescolando il suddetto composto a dell'acqua calda o del latte. A differenza del caffè che viene esclusivamente macinato, quello solubile viene preparato seguendo metodi di produzione industriali più complessi fra cui la liofilizzazione e l'atomizzazione. Oggi, quasi il 50% del caffè verde del mondo viene utilizzato per produrre caffè solubile. Non va confuso con il caffè filtro, che a sua volta si prepara velocemente, ma per percolazione.

## Storia

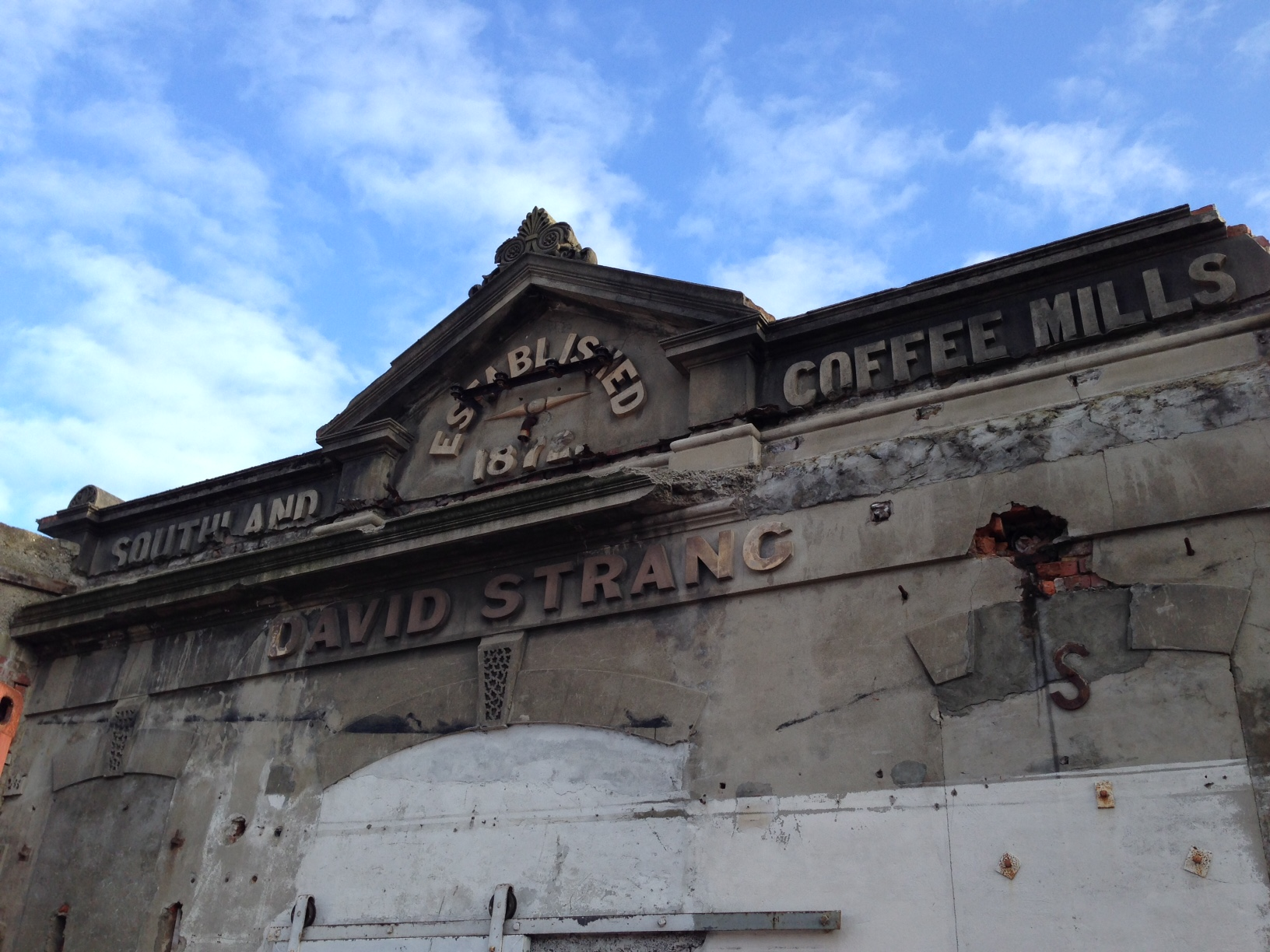
Il mulino del caffè di David Strang

Un antecedente del caffè solubile era la cosiddetta "Essence of Coffee", una miscela concentrata di caffè/latte/zucchero prodotta per l'esercito dell'Unione durante la guerra civile americana. Tale composto aveva la consistenza del grasso per assi, e si ricavava da essa una bevanda mescolandone un cucchiaino con acqua calda. La produzione di tale prodotto venne presto interrotta in quanto si rivelò assai impopolare fra le truppe.
Il primo vero e proprio caffè solubile o istantaneo venne ideato e brevettato nel 1881 dal francese Alphonse Allais (non lo scrittore). Nel 1890, David Strang di Invercargill (Nuova Zelanda) realizzò un secondo brevetto per preparare il caffè solubile che prendeva il nome di "Dry Hot-Air" che serviva per preparare lo "Strang's Coffee". Questa invenzione era stata precedentemente attribuita a Satori Kato, scienziato giapponese che lavorava a Chicago nel 1901. Nello stesso anno, Kato introdusse la sostanza in polvere all'Esposizione panamericana di Buffalo. George Constant Louis Washington promosse un altro processo per preparare il caffè solubile nel 1909 e iniziò a sfruttarlo a fini commerciali nel 1910, anno in cui aprì la sua azienda. Il marchio Nescafé venne lanciato nel 1938 e introdusse un processo di raffinazione del caffè più avanzato.
Il caffè liofilizzato tramite processi che sfruttano il vuoto venne invece inventato poco dopo la seconda guerra mondiale e fu la conseguenza indiretta di alcune ricerche avviate in tempo di guerra in altri campi. La National Research Corporation (NRC) venne costituita nel Massachusetts e nacque in qualità di società di sviluppo del processo che utilizzava la tecnologia ad alto vuoto. La NRC si servì di tali processi per produrre penicillina, plasma sanguigno e streptomicina per i militari dell'esercito statunitense. Alla fine del grande conflitto, la NRC utilizzò tali tecniche per usi in tempo di pace. Costituì la Florida Foods Corporation per produrre polvere concentrata di succo d'arancia e vendette originariamente il suo prodotto all'esercito degli Stati Uniti. Quella compagnia in seguito cambiò il suo nome in Minute Maid.

## Produzione

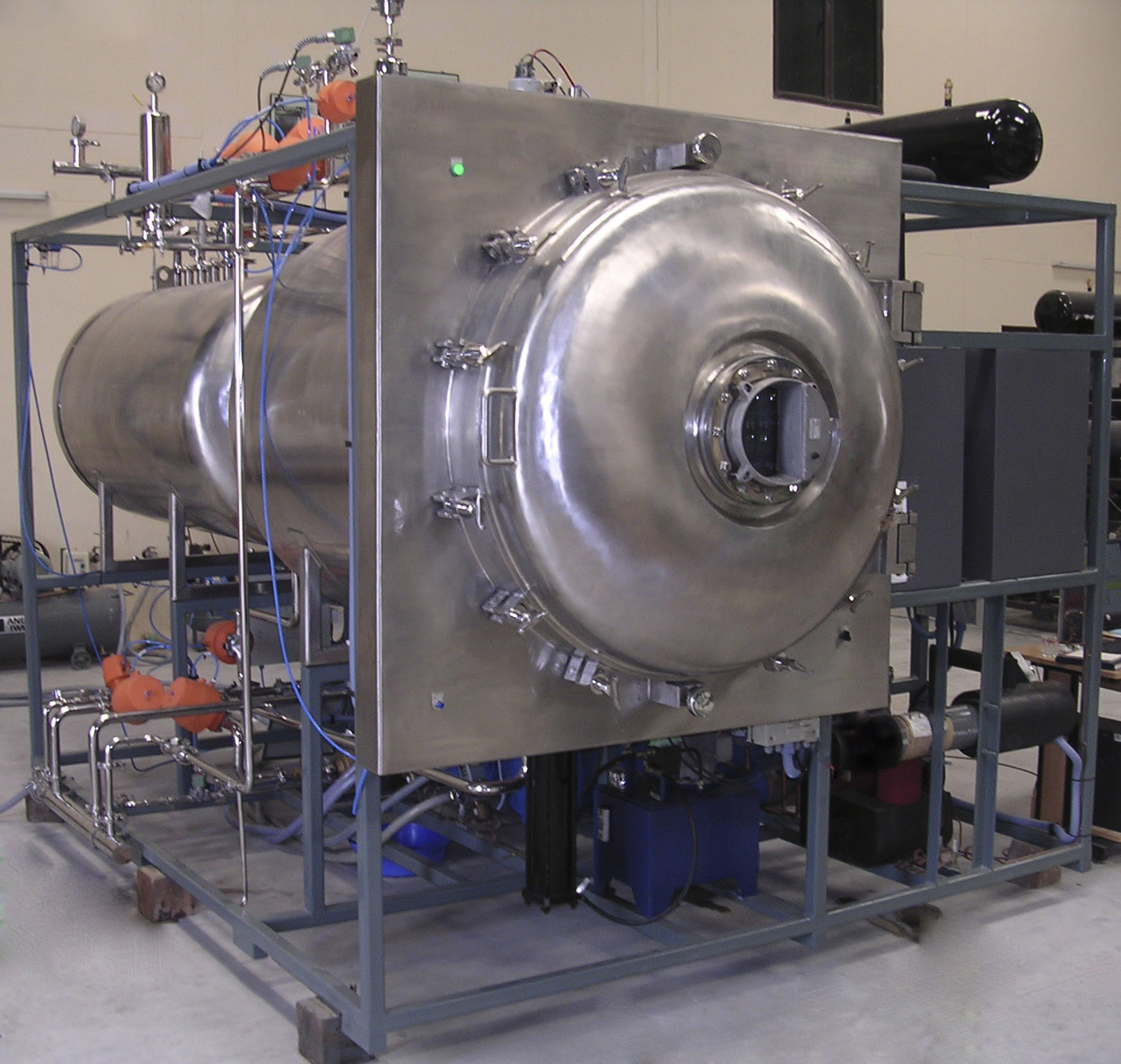
Un liofilizzatore

Per la produzione del caffè solubile, i chicchi di caffè verde vengono inizialmente tostati affinché ne venga esaltato il loro sapore e aroma. Nella maggior parte degli impianti di torrefazione, i semi vengono inseriti in cilindri rotanti e sottoposti ad alte temperature (165 gradi Celsius) provenienti da gas di combustione. Per completare il processo di tostatura sono necessari circa 8-15 minuti. Dopo il raffreddamento, i chicchi vengono macinati finemente in pezzi di 0,5/1,1 millimetri di grandezza. Fino a qui, il processo è il medesimo adottato per produrre pressoché ogni tipo di caffè.

### Estrazione
Per produrre il caffè solubile, è necessario estrarre il contenuto solubile e volatile dei chicchi, che forniscono l'aroma e il sapore del caffè. Questo viene fatto usando l'acqua. Durante questo processo di estrazione viene utilizzata acqua liquida sotto pressione riscaldata a circa 175 °C. La concentrazione di caffè nel liquido viene quindi aumentata mediante evaporazione o additivi.

### Liofilizzazione
Il principio di base della liofilizzazione è la rimozione dell'acqua attraverso un processo di sublimazione.
Da quando iniziò la produzione in serie di caffè solubile durante gli anni immediatamente successivi alla fine della seconda guerra mondiale, la liofilizzazione divenne con il tempo il metodo più praticato per liofilizzare il caffè. Sebbene sia più costoso, il risultato finale si traduce generalmente in un prodotto di qualità superiore.
1. L'estratto di caffè viene rapidamente congelato e spezzato in piccoli granuli (un congelamento più lento porterebbe alla formazione di cristalli di ghiaccio più grandi, un prodotto poroso e un'alterazione del colore dei granuli di caffè).
2. I granuli sono setacciati e ordinati per dimensione.[8]
3. I granuli di caffè congelati vengono collocati nella camera di essiccazione, spesso su vassoi di metallo.
4. All'interno della camera viene creato un vuoto la cui forza contribuisce enormemente a velocizzare il processo di asciugatura e a migliorare la qualità del prodotto. Bisogna fare attenzione a produrre un vuoto di resistenza adeguata.
5. La camera di essiccazione viene quindi riscaldata solitamente tramite radiazione o, più raramente, conduzione. Venne anche proposto di adottare anche la convezione all'interno di alcuni piccoli impianti pilota. Un possibile problema con la convezione è la velocità di asciugatura irregolare all'interno della camera, il che potrebbe portare alla creazione di un prodotto di bassa qualità.
6. Condensa: l'acqua precedentemente congelata nei granuli di caffè si espande fino a dieci volte rispetto al volume precedente. La rimozione di questo vapore acqueo dalla camera è di vitale importanza, il che rende il condensatore il componente di maggiore importanza (oltre che il più costoso) all'interno di un impianto di liofilizzazione.
7. I granuli liofilizzati vengono infine rimossi dalla camera e confezionati.

### Essiccazione a spruzzo

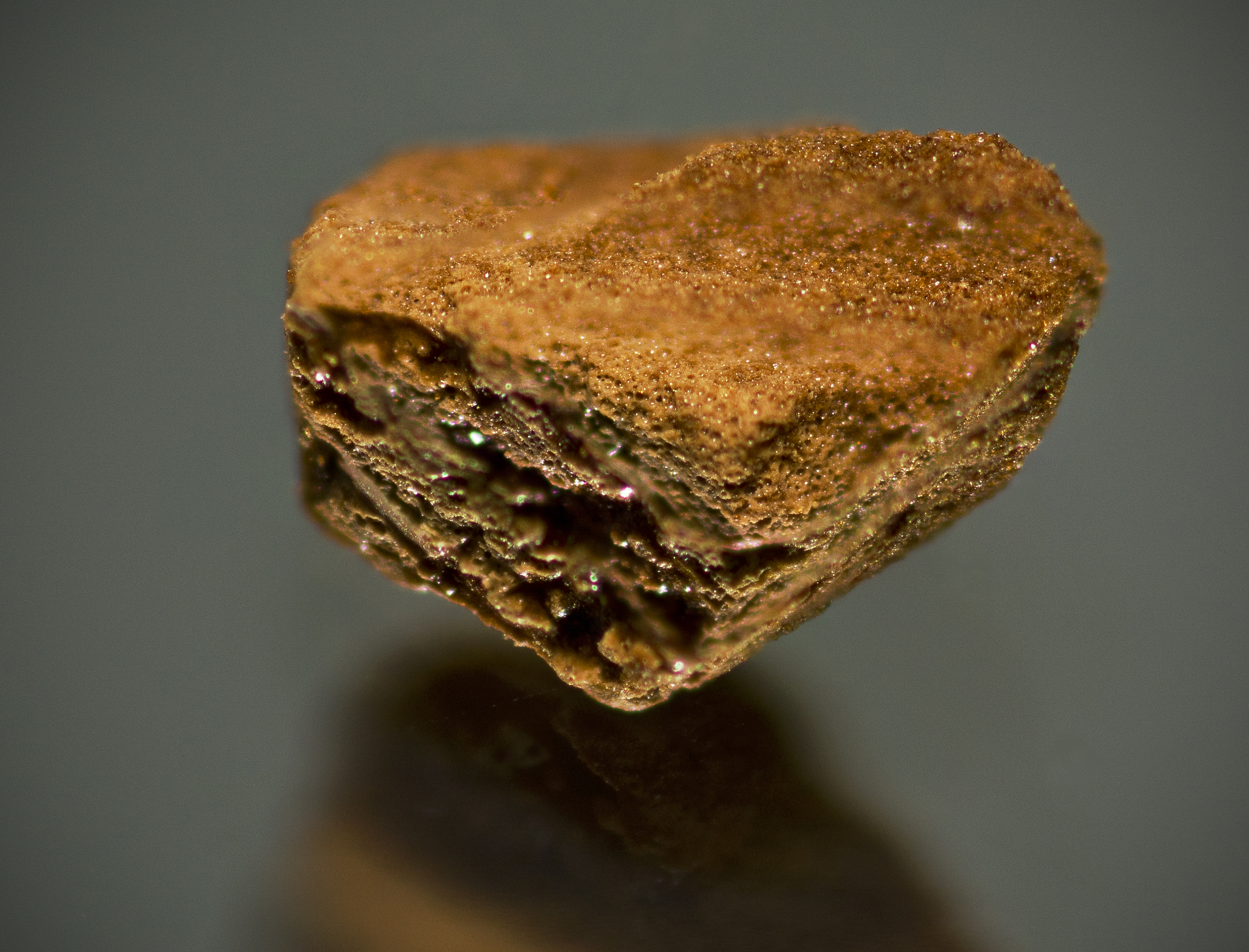
Un granello di caffè solubile della Nescafé

Rispetto alla liofilizzazione, il processo di essiccazione a spruzzo è preferibile almeno in alcuni casi perché prevede un processo di produzione meno costoso, più breve e in quanto permette di creare particelle di caffè tondeggianti e sottili.
Il processo produce particelle sferiche di circa 300 micrometri di dimensioni e una densità di 0,22 g/cm³. Per raggiungere questo obiettivo, vengono adoperati ugelli di atomizzazione che possono essere utilizzati in vari modi, ciascuno con i propri vantaggi e svantaggi. Le ruote ruotano ad una velocità di circa 20.000 giri/min e sono in grado di elaborare fino a 2.700 kg di soluzione all'ora. L'uso delle ruote a spruzzo richiede che le torri di essiccazione abbiano un ampio raggio per evitare che le goccioline atomizzate si accumulino sulle pareti della camera di essiccazione.
- Completamento in 5–30 secondi (dipende da fattori come calore, dimensione della particella e diametro della camera).
- Modifica del contenuto di umidità: IN = 75-85% OUT = 3-3.5%
- Temperatura dell'aria: IN = 270 °C OUT = 110 °C

Per contro, l'essiccazione a spruzzo rende le particelle di caffè estremamente fini e quindi più difficili da consumare; affinché vengano prodotte particelle di dimensioni adeguate, esse devono prima essere fuse a vapore in torri simili agli essiccatori a spruzzo o mediante agglomerazione.

### Decaffeinizzazione
Durante i processi commerciali, la decaffeinizzazione del caffè solubile avviene quasi sempre prima del processo critico di torrefazione che determinerà i processi di sapore e aroma del caffè.

### Sottoprodotti
Il più noto sottoprodotto che si forma durante il processo di produzione del caffè solubile è il caffè in polvere, che può essere utilizzato, ad esempio, come biomassa per produrre calore da utilizzare nel processo di fabbricazione. Circa 2 volte la massa della polvere di caffè esaurita viene generata per ogni quantità di caffè solubile.

### Il caffè espresso
Il processo per preparare l'espresso solubile presenta delle peculiarità. L'espresso viene infatti macinato finemente e i fondi di caffè già preparati vengono quindi presi e disidratati in cristalli.

## Utilizzi

### Usi alimentari

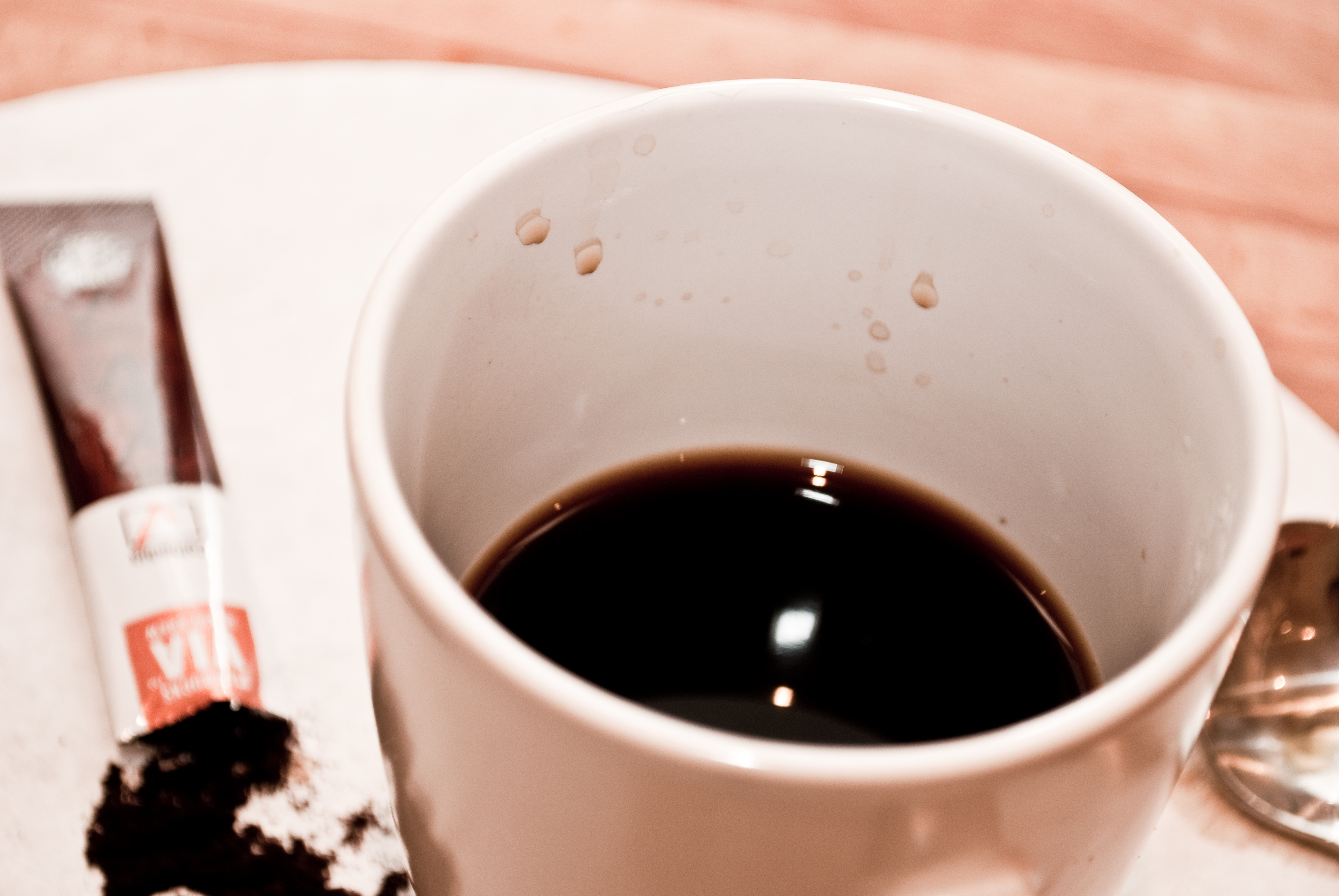
Una tazza di caffè solubile

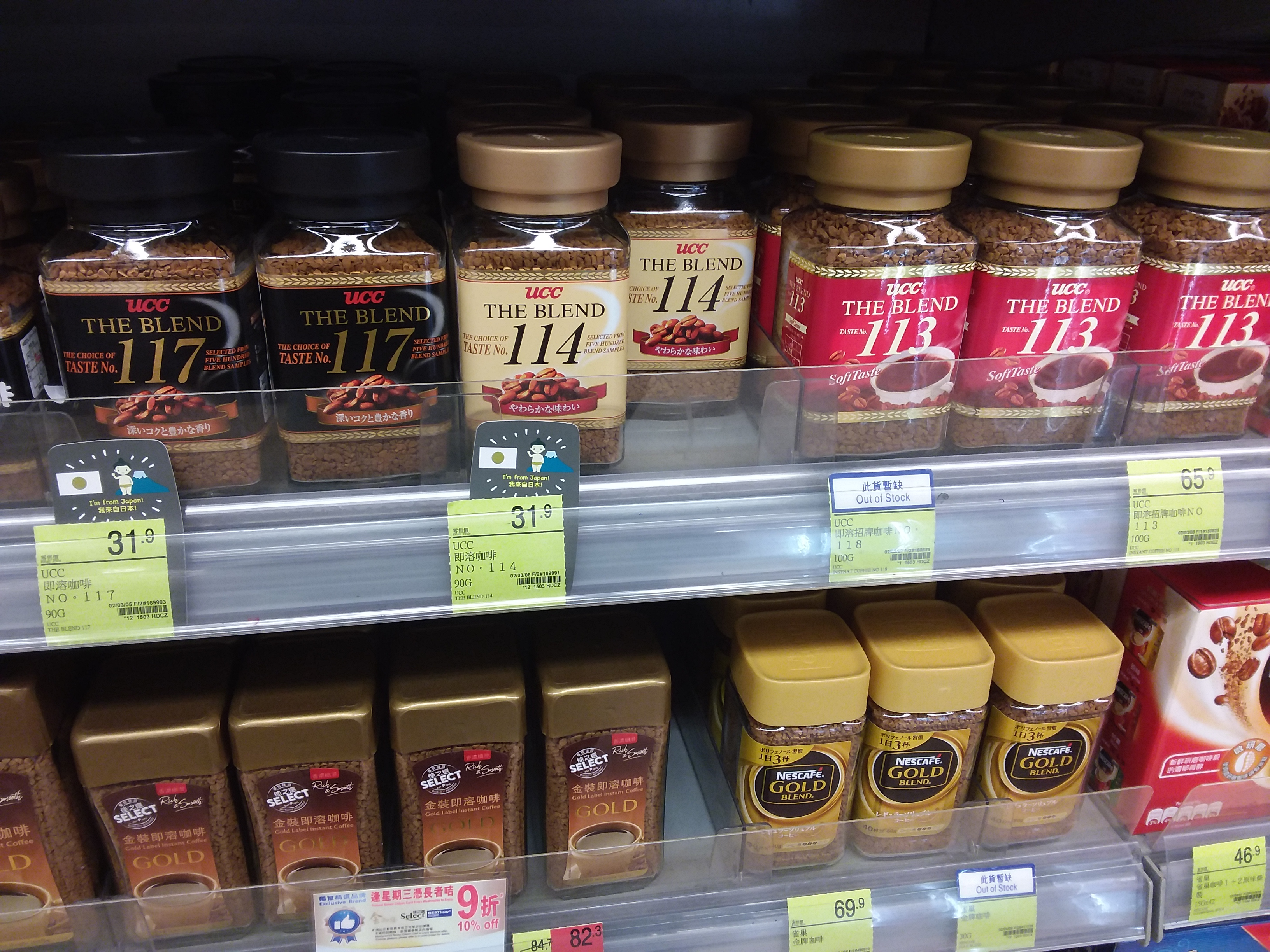
Delle confezioni di caffè solubile in vendita

Il caffè solubile è disponibile in polvere o granulato ed è contenuto in barattoli di vetro e plastica, bustine o barattoli. Il consumatore calibra la densità del prodotto aggiungendo più o meno polvere nell'acqua.
Il caffè solubile è spesso adoperato per preparare diversi tipi di caffè ghiacciato come il caffè frappé. In alcuni paesi come Portogallo, Spagna e India il caffè solubile viene comunemente miscelato con latte caldo anziché acqua bollente. Nella Corea del Sud il caffè solubile viene solitamente pre-miscelato con panna e zucchero liofilizzati e viene chiamato "miscela di caffè". Pare che tale bevanda fosse divenuta popolare anche nel Regno Unito grazie alle G.I. dell'esercito statunitense giunte sul suolo britannico durante la seconda guerra mondiale. Il caffè solubile equivale complessivamente al 75% del caffè acquistato dai britannici mentre tale percentuale scende al 10% negli USA e in Francia, mentre in Italia si abbassa ulteriormente fino all'1%.

### Usi non alimentari
Il caffè solubile è, insieme all'acido ascorbico e il carbonato di sodio anidro (e, a volte, il bromuro di potassio), uno degli ingredienti utilizzati nel caffenol, un processo di sviluppo fotografico in bianco e nero non tossico e casalingo. Il principio attivo di tale tecnica sembra essere l'acido caffeico. I primi esperimenti del caffenol furono eseguiti nel 1995 al Rochester Institute of Technology. Tuttavia, si decise di migliorare la tecnica del caffenol adottando l'acido ascorbico, che ha meno probabilità di macchiare i negativi rispetto alla formulazione originale, solo intorno al 2000. Stando ad alcuni resoconti scientifici, le marche di caffè più economiche e meno apprezzate funzionano meglio rispetto a quelle più costose.

## Caratteristiche e composizione chimica
Rispetto ai chicchi di caffè integri, il caffè solubile viene preparato in tempi più brevi in quanto si dissolve rapidamente nell'acqua calda, il suo peso e volume sono inferiori ed è pertanto più pratico da trasportare, ha un'alta conservabilità (anche se può deteriorarsi nel caso non venga tenuto in un luogo asciutto), non genera fondi di caffè e, stando ad uno studio scientifico, ha un impatto ambientale meno negativo rispetto ad altri metodi di preparazione del caffè. Il contenuto di caffeina del caffè solubile è generalmente inferiore a quello del caffè preparato. Secondo uno studio in cui vennero messi a confronto vari campioni di caffè preparati in casa, il caffè solubile regolare (non decaffeinato) avrebbe un contenuto mediano di caffeina di 66 mg per tazza (intervallo 29-117 mg per tazza), con una dimensione mediana della tazza di 225 ml (intervallo 170-285 ml) e una concentrazione di caffeina di 328 µg / ml (intervallo 102-559 µg / ml). In termini di paragone, si giunse alla conclusione che il caffè filtrato avrebbero un contenuto mediano di caffeina di 112 mg, con una concentrazione mediana di 621 µg / ml per le stesse dimensioni della tazza.
Per quanto riguarda gli antiossidanti, il contenuto di polifenoli di una tazza da 180 ml di caffè solubile venne stimato in circa 320 mg, rispetto a circa 400 mg in una tazza di caffè preparato della stessa dimensione.

## Rischi per la salute

### Malassorbimento
Il caffè solubile riduce ancor più l'assorbimento di ferro intestinale rispetto a quello filtrato. Stando a un'analisi scientifica, quando una tazza di caffè solubile viene ingerita con un pasto composto da ingredienti semipurificati, l'assorbimento intestinale verrebbe ridotto dal 5,88% allo 0,97%, rispetto a un assorbimento dell'1,64% con il caffè americano. Si suppose inoltre che, quando la forza del caffè solubile viene raddoppiata, l'assorbimento intestinale del ferro scenderebbe allo 0,53%. Sebbene non vi sia alcuna riduzione dell'assorbimento del ferro quando il caffè solubile viene consumato 1 ora prima di un pasto, lo stesso grado di inibizione con l'ingestione simultanea si verifica quando il caffè solubile viene assunto un'ora dopo un pasto.

### Cancerogenicità
Secondo alcuni resoconti, il consumo di caffè solubile aumenterebbe, ancor più rispetto a quello normale, le probabilità di avere un cancro alla vescica nelle donne. Ciò non sembrerebbe accadere invece agli uomini, che correrebbero il rischio di soffrire un cancro alla vescica indipendentemente dal fatto che consumano caffè solubile o normale. Tuttavia, l'attuale ricerca di revisione suggerisce che non esisterebbe una relazione dose-risposta tra il bere caffè e il cancro alla vescica e che studi precedenti potrebbero essere stati confusi da rischi non identificati di tale espressione cancerogena.
Secondo un sondaggio della FDA, il caffè solubile preparato avrebbe livelli di acrilammide di 3-7 ppb, una quantità inferiore rispetto a quella del caffè normale preparato che sarebbe di 6-13 ppb.